# Amelia Bloomer
Amelia Jenks Bloomer (Homer, 27 maggio 1818 – Council Bluffs, 30 dicembre 1894) è stata un'attivista statunitense, nota per il suo impegno in favore dei diritti delle donne. È ricordata inoltre per aver creato dei pantaloni sbuffanti, per le signore che desideravano andare in bicicletta, chiamati appunto bloomers.
Fu inoltre legata, come altre antesignane del femminismo americano, al movimento vegetariano.

## Biografia

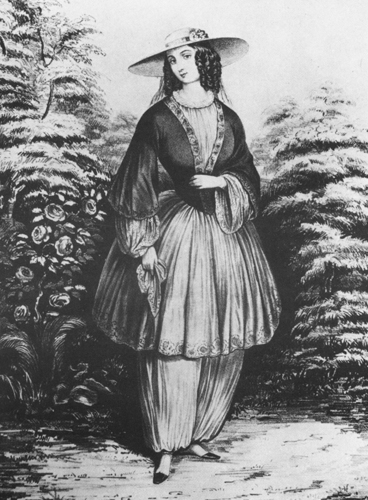
Bloomers

Amelia era la figlia di un commerciante di stoffe di nome Ananias Jenks e di Lucy Webb, una donna estremamente religiosa e devota al presbiterianesimo. La coppia ebbe svariati figli, almeno quattro femmine e due maschi. Alcuni morirono durante l'infanzia e in guerra, ma sembra che sopravvissero le quattro sorelle, Adaline, Elvira, Amanda e Amelia.